# Nuoto ai Giochi della XXVIII Olimpiade - 100 metri rana maschili
La gara di nuoto dei 100 metri rana maschili dei Giochi della XXVIII Olimpiade di Atene è stata disputata tra il 14 e il 15 agosto 2004 presso l'Athens Olympic Aquatic Centre ed ha visto la partecipazione di 60 nuotatori provenienti da 55 paesi.
La medaglia d'oro è stata vinta dal giapponese Kōsuke Kitajima, davanti allo statunitense Brendan Hansen ed al francese Hugues Duboscq.

## Record
Prima della competizione il record del mondo e il record olimpico erano i seguenti:
| Record mondiale | 59"30   | Brendan Hansen Stati Uniti | 8 luglio 2004 Long Beach, Stati Uniti |
| Record olimpico | 1'00"46 | Domenico Fioravanti Italia | 17 settembre 2000 Sydney, Australia   |

Durante l'evento sono stati migliorati i seguenti record:
| Data      | Evento        | Atleta          | Nazione     | Tempo   | Record          |
| --------- | ------------- | --------------- | ----------- | ------- | --------------- |
| 14 agosto | 7ª batteria   | Kōsuke Kitajima | Giappone    | 1'00"03 | Record olimpico |
| 14 agosto | 1° semifinale | Brendan Hansen  | Stati Uniti | 1'00"01 | Record olimpico |

## Programma
| Data           | Ora (UTC+9) | Turno      |
| -------------- | ----------- | ---------- |
| 14 agosto 2004 | 20:25       | Batterie   |
| 14 agosto 2004 | 11:33       | Semifinali |
| 15 agosto 2004 | 11:12       | Finale     |

## Risultati

### Batterie
| Pos. | Batteria | Corsia | Atleta                 | Nazionalità         | Tempo   | Note |
| ---- | -------- | ------ | ---------------------- | ------------------- | ------- | ---- |
| 1    | 7        | 4      | Kōsuke Kitajima        | Giappone            | 1'00"03 | Q    |
| 2    | 8        | 4      | Brendan Hansen         | Stati Uniti         | 1'00"25 | Q    |
| 3    | 6        | 5      | Mark Gangloff          | Stati Uniti         | 1'00"81 | Q    |
| 4    | 6        | 4      | Darren Mew             | Gran Bretagna       | 1'00"89 | Q    |
| 5    | 7        | 3      | James Gibson           | Gran Bretagna       | 1'00"99 | Q    |
| 6    | 7        | 5      | Hugues Duboscq         | Francia             | 1'01"15 | Q    |
| 7    | 6        | 1      | Vladislav Poljakov     | Kazakistan          | 1'01"16 | Q    |
| 8    | 8        | 7      | Jens Kruppa            | Germania            | 1'01"19 | Q    |
| 9    | 8        | 3      | Oleh Lisohor           | Ucraina             | 1'01"21 | Q    |
| 10   | 6        | 3      | Roman Sludnov          | Russia              | 1'01"65 | Q    |
| 11   | 8        | 1      | Eduardo Fischer        | Brasile             | 1'01"84 | Q    |
| 12   | 6        | 6      | Richárd Bodor          | Ungheria            | 1'01"91 | Q    |
| 13   | 7        | 7      | Jarno Pihlava          | Finlandia           | 1'01"99 | Q    |
| 14   | 7        | 6      | Thijs van Valkengoed   | Paesi Bassi         | 1'02"03 | Q    |
| 15   | 6        | 2      | Dmitrij Komornikov     | Russia              | 1'02"05 | Q    |
| 16   | 7        | 1      | René Kolonko           | Germania            | 1'02"09 | Q    |
| 17   | 7        | 2      | Emil Tahirovič         | Slovenia            | 1'02"12 |      |
| 18   | 8        | 5      | Morgan Knabe           | Canada              | 1'02"13 |      |
| 19   | 8        | 6      | Scott Dickens          | Canada              | 1'02"16 |      |
| 19   | 8        | 2      | Jim Piper              | Australia           | 1'02"16 |      |
| 21   | 8        | 8      | Alexander Dale Oen     | Norvegia            | 1'02"25 |      |
| 22   | 6        | 7      | Martin Gustavsson      | Svezia              | 1'02"53 |      |
| 23   | 4        | 4      | Jakob Jóhann Sveinsson | Islanda             | 1'02"97 |      |
| 24   | 5        | 6      | Terence Parkin         | Sudafrica           | 1'03"05 |      |
| 25   | 5        | 2      | Maxim Podoprigora      | Austria             | 1'03"08 |      |
| 26   | 7        | 8      | Vanja Rogulj           | Croazia             | 1'03"16 |      |
| 27   | 5        | 1      | Alwin de Prins         | Lussemburgo         | 1'03"32 |      |
| 28   | 5        | 3      | Daniel Málek           | Rep. Ceca           | 1'03"35 |      |
| 29   | 5        | 8      | Mladen Tepavčević      | Serbia e Montenegro | 1'03"52 |      |
| 30   | 6        | 8      | Wang Haibo             | Cina                | 1'03"54 |      |
| 31   | 3        | 4      | You Seung-hun          | Corea del Sud       | 1'03"56 |      |
| 32   | 5        | 7      | Sofiane Daid           | Algeria             | 1'03"63 |      |
| 33   | 5        | 5      | José Couto             | Portogallo          | 1'03"72 |      |
| 34   | 5        | 4      | Remo Lütolf            | Svizzera            | 1'03"82 |      |
| 35   | 3        | 6      | Chen Cho-yi            | Taipei cinese       | 1'03"94 |      |
| 36   | 3        | 5      | Ben Labowitch          | Nuova Zelanda       | 1'03"99 |      |
| 36   | 4        | 7      | Arsenio López          | Porto Rico          | 1'03"99 |      |
| 38   | 3        | 7      | Aurimas Valaitis       | Lituania            | 1'04"11 |      |
| 39   | 4        | 1      | Chrīstos Papadopoulos  | Grecia              | 1'04"43 |      |
| 40   | 4        | 3      | Malick Fall            | Senegal             | 1'04"50 |      |
| 41   | 4        | 2      | Bradley Ally           | Barbados            | 1'04"71 |      |
| 42   | 4        | 8      | Wickus Nienaber        | Swaziland           | 1'04"74 |      |
| 43   | 4        | 6      | Cristian Mauro Soldano | Argentina           | 1'05"05 |      |
| 44   | 2        | 4      | Tam Chi Kin            | Hong Kong           | 1'05"11 |      |
| 45   | 3        | 2      | Alvaro Fortuny         | Guatemala           | 1'05"41 |      |
| 46   | 3        | 1      | Kyriakos Dimosthenous  | Cipro               | 1'05"54 |      |
| 47   | 2        | 7      | Ahmed Al-Kudmani       | Arabia Saudita      | 1'05"65 |      |
| 47   | 2        | 1      | Andrei Capitanciuc     | Moldavia            | 1'05"65 |      |
| 49   | 3        | 3      | Aleksander Baldin      | Estonia             | 1'06"04 |      |
| 50   | 2        | 6      | Raphael Matthew Chua   | Filippine           | 1'06"37 |      |
| 51   | 2        | 2      | Pāvels Murāns          | Lettonia            | 1'06"45 |      |
| 52   | 3        | 8      | Nguyen Huu Viet        | Vietnam             | 1'06"70 |      |
| 53   | 1        | 5      | Eric Williams          | Nigeria             | 1'07"69 |      |
| 54   | 2        | 8      | Jean Luc Razakarivony  | Madagascar          | 1'07"74 |      |
| 55   | 2        | 5      | Yevgeny Petrashov      | Kirghizistan        | 1'07"78 |      |
| 56   | 2        | 3      | Oleg Sidorov           | Uzbekistan          | 1'08"30 |      |
| 57   | 1        | 4      | Chisela Kanchela       | Zambia              | 1'09"95 |      |
| 58   | 1        | 3      | Amar Shah              | Kenya               | 1'10"17 |      |
| 59   | 1        | 6      | Alice Shrestha         | Nepal               | 1'12"25 |      |
|      | 4        | 5      | Ratapong Sirisanont    | Thailandia          | DSQ     |      |

### Semifinali
| Pos. | Semifinale | Corsia | Atleta               | Nazionalità   | Tempo   | Note |
| ---- | ---------- | ------ | -------------------- | ------------- | ------- | ---- |
| 1    | 1          | 4      | Brendan Hansen       | Stati Uniti   | 1'00"01 | Q    |
| 2    | 2          | 4      | Kōsuke Kitajima      | Giappone      | 1'00"27 | Q    |
| 3    | 1          | 5      | Darren Mew           | Gran Bretagna | 1'00"83 | Q    |
| 4    | 2          | 3      | James Gibson         | Gran Bretagna | 1'01"07 | Q    |
| 4    | 2          | 2      | Oleh Lisohor         | Ucraina       | 1'01"07 | Q    |
| 4    | 2          | 5      | Mark Gangloff        | Stati Uniti   | 1'01"07 | Q    |
| 1    | 2          | 3      | Hugues Duboscq       | Francia       | 1'01"17 | Q    |
| 8    | 2          | 3      | Vladislav Poljakov   | Kazakistan    | 1'01"36 | Q    |
| 9    | 1          | 2      | Roman Sludnov        | Russia        | 1'01"54 |      |
| 10   | 1          | 6      | Jens Kruppa          | Germania      | 1'01"68 |      |
| 11   | 1          | 8      | René Kolonko         | Germania      | 1'01"82 |      |
| 12   | 2          | 8      | Dmitrij Komornikov   | Russia        | 1'01"83 |      |
| 13   | 2          | 1      | Jarno Pihlava        | Finlandia     | 1'01"86 |      |
| 14   | 1          | 7      | Richárd Bodor        | Ungheria      | 1'01"88 |      |
| 15   | 2          | 7      | Eduardo Fischer      | Brasile       | 1'02"07 |      |
| 16   | 1          | 1      | Thijs van Valkengoed | Paesi Bassi   | 1'02"36 |      |

### Finale
| Pos.    | Corsia | Atleta             | Nazionalità   | Tempo   | Note |
| ------- | ------ | ------------------ | ------------- | ------- | ---- |
| Oro     | 5      | Kōsuke Kitajima    | Giappone      | 1'00"08 |      |
| Argento | 4      | Brendan Hansen     | Stati Uniti   | 1'00"25 |      |
| Bronzo  | 1      | Hugues Duboscq     | Francia       | 1'00"88 |      |
| 4       | 6      | Mark Gangloff      | Stati Uniti   | 1'01"17 |      |
| 5       | 8      | Vladislav Poljakov | Kazakistan    | 1'01"34 |      |
| 6       | 7      | James Gibson       | Gran Bretagna | 1'01"36 |      |
| 7       | 3      | Darren Mew         | Gran Bretagna | 1'01"66 |      |
| 8       | 2      | Oleh Lisohor       | Ucraina       | 1'02"42 |      |